# SN 2007oy
SN 2007oy – supernowa typu Ia odkryta 15 października 2007 roku w galaktyce A231755+0113. W momencie odkrycia miała maksymalną jasność 22,70m.